# Osiedle Traugutta (Krosno)
Osiedle Traugutta (pot. Guzikówka) – jednostka pomocnicza gminy (osiedle) miasta Krosno. 
Osiedle położone jest w południowej części miasta, sięgającej od rzeki Lubatówka łącznie z lotniskiem, na terenie dawnego folwarku Guzikówka (posiadłość rodu Guzików), włączonego do miasta w 1867 r.
Od wschodu granicę stanowi Lubatówka, od północy – ul. Podkarpacka, od zachodu – ul. Zręcińska, a od południa – wsie Głowienka i Szczepańcowa. W roku 2019 liczba mieszkańców osiedla wyniosła 6 654.
Na tym terenie istniał dwór Maciejowskich, rozebrany na początku lat 70. XX wieku w trakcie budowy krośnieńskiej obwodnicy. Zachował się jeden z zabytkowych obiektów – dwór Mazurków.
Były to tereny, na których toczyły się walki pod miastem Krosnem w czasie napadu wojsk węgierskich w 1657 r., czy tatarskich, lub w ramach natarcia od strony Głowienki wojsk radzieckich we wrześniu 1944 r. Część zabudowy stanowią bloki mieszkalne (właściwe Osiedle Traugutta, Osiedle WSK), a część domy prywatne. Na obszarze dzielnicy znajdują się także tereny przemysłowe (WSK, BF Goodrich, CSL-T) oraz lotnisko sportowe. Pomiędzy Osiedlem Traugutta, Osiedlem WSK a lotniskiem znajdują się nieużytki – tereny dawnej cegielni, a następnie wysypiska odpadów. W planach jest rekultywacja tego terenu i przeznaczenie do celów rekreacyjnych.
Budowa Osiedla Traugutta (zazwyczaj zwane Guzikówka, dawniej także potocznie Jaskółcze wzgórze) rozpoczęła się w 1979, w 1981 zasiedlono pierwsze bloki, prace budowlane zakończyły się zaś w 1986. W latach 80. XX wieku była w planach także budowa drugiego etapu osiedla (przewidziana była na lata 1992–1994), jednak nie doszła ona do skutku.
Osiedle WSK składa się w głównej mierze z kilku budynków mieszkalnych pochodzących z okresu budowy lotniska w latach 30. XX wieku, bloków z wielkiej płyty zbudowanych w latach 80. XX wieku przez Spółdzielnię Mieszkaniową "Metalowiec" oraz nowych bloków wznoszonych od 2006 przez Towarzystwo Budownictwa Społecznego. W 2010 w jednym z zaadaptowanych przedwojennych budynków w sąsiedztwie lotniska powstał dom studencki PWSZ.
Na terenie osiedla znajdują się:
- Szkoła Podstawowa nr 15 (1987)
- Gimnazjum nr 4 (1999)
- II Liceum Ogólnokształcące im. Konstytucji 3 Maja (1988)
- Krośnieńska Biblioteka Publiczna. Filia nr 3
- Urząd Skarbowy
- Zabytkowy Dworek Mazurków
- Lotnisko (1928)
- Pawilon handlowo-usługowy (tzw. Kwadraciak), z m.in. Osiedlowym Domem Kultury
- Stadion OZS Guzikówka
- Sala Królestwa Świadków Jehowy[3]
- Market budowlany Majster (2009)
- Dyskont spożywczy Biedronka (2005)
- Dawny Supersam, obecnie Supermarket Stokrotka (1988)
- Pizzeria Pub
- Sklepy spożywcze
- Agencja Restrukturyzacji i Modernizacji Rolnictwa